# Réthelyi Miklós
Réthelyi Miklós (Zalaegerszeg, 1939. június 8. –) magyar orvos, anatómus, egyetemi tanár, az orvostudományok (akadémiai) doktora. Kutatási területe a gerincvelő idegi (neuronális és szinaptikus) szerkezete és a peptid tartalmú idegsejtek és -pályák jellemzése. 1991 és 1995 között a Semmelweis Orvostudományi Egyetem rektora, az egyetem egészségügyi menedzserképzésének elindítója. 2010-től 2012-ig a második Orbán-kormányban nemzetierőforrás-miniszter. Apósa Szentágothai János (1912–1994) orvos, anatómus, a Magyar Tudományos Akadémia egykori elnöke volt.

## Életpályája
1957-ben érettségizett, majd felvették a Pécsi Orvostudományi Egyetem Általános Orvosi Karára. Itt szerzett orvosdiplomát 1963-ban. Még egyetemi hallgatóként részt vett az Anatómiai Intézet munkájában. Diplomájának megszerzése után professzora, Szentágothai János magával vitte Budapestre, ahol a Budapesti Orvostudományi Egyetem II. Számú Anatómiai Intézetének lett előbb gyakornoka, később egyetemi tanársegédi, majd adjunktusi beosztásba került. Az egyetem Semmelweis Orvostudományi Egyetemmé történt átnevezése után kapott egyetemi docensi állást. 1986-ban vette át egyetemi tanári, illetve igazgatóhelyettesi kinevezését. A rendszerváltás után (1990) a Népjóléti Minisztérium II. oktatási főosztályának vezetőjévé nevezték ki. Tisztségét 1991-ig viselte, ekkor választották az egyetem rektorává. Négy évig vezette az egyetemet. 1994-ben az I. Számú Anatómiai Intézet (később Semmelweis Egyetem Anatómiai, Szövet- és Fejlődéstani Intézet) igazgatójává nevezték ki. E pozícióban tíz évig dolgozott. Emellett 1995-ben az egyetem Egészségügyi Menedzserképző Központjának igazgatója volt 2000-ig, illetve 1998–1999-ben az Oktatási Minisztérium tudományos ügyek főosztályát vezette. 2000-től az egyetem Szentágothai János Idegtudományi Doktori Iskolájának, illetve az anatómiai intézet apósáról elnevezett laborjának vezetője. 2009-ben professor emeritusi címet kapott. 1999 és 2002 között a Széchenyi professzori ösztöndíjjal kutatott. Több alkalommal volt vendégprofesszor az Észak-karolinai Egyetemen, illetve 1972-ben tanulmányutat tett Párizsban.
1972-ben védte meg a biológiai tudományok kandidátusi, 1983-ban az orvostudományok akadémiai doktori értekezését. Az MTA Elméleti Orvostudományi Bizottságának lett tagja, később bekerült az Informatikai Bizottságba is. 1994 és 2000 között a Magyar Tudományos Akadémia közgyűlésének doktori képviselője volt. Magyarországi tisztségei mellett a Nemzetközi Agykutatók Szervezete magyar nemzeti bizottságának titkáraként is dolgozott. A Professzorok Batthyány Köre tagja. 1990-től a Kereszténydemokrata Néppárt egészségügyi munkacsoportjának szakértője volt. 2010-től 2012-ig a második Orbán-kormányban a nemzeti erőforrás minisztere, ezzel az egészségügyért, a szociális ügyekért, az oktatásért, a kultúráért és a sportügyért felelős kormánytag. Minisztersége alatt fogadták el azt a törvényt, amely tizenhat éves korig tette kötelezővé az iskolai tanulmányokat.

## Munkássága
Kutatási területe a gerincvelő idegi (neuronális és szinaptikus) szerkezete, a peptidtartalmú idegsejtek és -pályák jellemzése, valamint a szövettani metszetek háromdimenziós rekonstrukciója.
Eredményeit elsősorban a hipotalamusz idegpályáinak és szinapszisainak kutatása során érte el. Kezdetben Halász Bélával dolgozott együtt, később önállóan, illetve vezető kutatóként foglalkozott a témával. Sikerült az agyalapi mirigy valódi idegszövetből álló részében található eminentia mediana felszínes rétegében végződő, fonal alakú idegsejtnyúlványok (axonok) eredésének leírása, valamint az agyalapi mirigy több idegszövettani területének leírása. Emellett a gerincvelő anatómiai kérdéseivel is foglalkozik. Munkatársaival együtt többek között leírta a gerincvelő szürkeállományának úgynevezett central core szerkezetét.
Több mint nyolcvan tudományos publikáció szerzője vagy társszerzője. Jelentős tankönyvírói tevékenysége, Szentágothai Jánossal közösen írt nyolc kiadásban megjelent anatómia-tankönyvet. Nevéhez fűződik a SOTE-n az egészségügyimenedzser-képzés bevezetése. Munkáit elsősorban magyar és angol nyelven adja közre.

## Családja
Nős, felesége Szentágothai Klára orvos. Házasságukból két leány- és egy fiúgyermek született. Apósa Szentágothai János (1912–1994) orvos, anatómus, egyetemi tanár, a Magyar Tudományos Akadémia elnöke 1973 és 1985 között, valamint országgyűlési képviselő 1985 és 1994 között.

## Díjai, elismerései
- Akadémiai Díj (1991)
- Szent-Györgyi Albert-díj (2004)
- A Magyar Érdemrend középkeresztje a csillaggal (2019)

## Főbb publikációi
- The large synaptic complexes of the substantia gelatinosa (Szentágothai Jánossal, 1969)
- Cell and neuropil architecture of the intermedio-lateral (sympathetic) nucleus of the spinal cord (1972)
- A gerincvelő neuronális szerkezete (1972)
- Preterminal and terminal axon arborizations in the substantia gelatinosa of cat’s spinal cord (1977)
- Synaptic complexes formed by functionally defined primary afferent units with fine myelinated fibers (társszerzőkkel, 1982)
- A fájdalomkeltő impulzusok gerincvelői feldolgozásának szerkezeti alapjai (1982)
- Ultrastructure and synaptic connections of cutaneous afferent fibres in the spinal cord (társszerző, 1987)
- Funkcionális anatómia I.–III. (egyetemi tankönyv, Szentágothai Jánossal, 1989, nyolcadik kiadás 2006)
- The caudal end of the rat spinal cord: transformation to and ultrastructure of the filum terminale (társszerzőkkel, 2004)
- Caudal end of the rat spinal dorsal horn (társszerzőkkel, 2008)
- Dr. Réthelyi Miklós. Szerkesztett, rövidített élőbeszéd; riporter Kondor Katalin; Semmelweis, Budapest, 2007 (Titoknyitogató)
- Ezredforduló a Semmelweis Egyetemen. Ahogy Réthelyi Miklós, rector magnificus látta- Írások, beszédek, levelek interjúk, 1990–2010; Semmelweis, Budapest, 2014
- Kunszentmárton gyerekszemmel; Kairosz, Budapest, 2019 (Féltett kishazák)
- Anatómiaoktatás. Nagyszombattól a 250 éves Semmelweis Egyetemig; Semmelweis, Budapest, 2020